# Epsilon Sagittae
Désignations
Epsilon Sagittae (ε Sge) est une étoile de la constellation boréale de la Flèche. C'est une étoile géante de sixième magnitude qui pourrait être légèrement variable.

## Environnement stellaire
Epsilon Sagittae présente une parallaxe annuelle de 5,74 mas mesurée par le satellite Gaia, ce qui permet d'en déduire qu'elle est distante d'environ 174 pc (∼568 al) de la Terre. À cette distance, sa magnitude visuelle est diminuée de 0,1 en raison de l'extinction, créée par la poussière interstellaire présente sur le trajet de sa lumière. L'étoile se rapproche du Système solaire à une vitesse radiale héliocentrique de −33 km/s.
Epsilon Sagittae apparaît être une étoile solitaire. C'est néanmoins une double optique, ayant un compagnon visuel d'une magnitude de 8,35. En date de 2017, il était situé à une distance angulaire de 87,4 secondes d'arc et à un angle de position de 82° d'elle. Également désignée HD 232029, cette étoile est effectivement une étoile géante plus distante, située à approximativement ∼ 7 000 a.l. (∼ 2 150 pc) de la Terre et avec une luminosité qui vaut 1 800 fois celle du Soleil.

## Propriétés
Epsilon Sagittae est une étoile géante jaune évoluée de type spectral G8 IIIvar, avec le suffixe « var » qui indique une caractéristique spectrale variable. C'est une variable suspectée dont on a observé la magnitude varier entre 5,64 et 5,67. L'étoile est âgée d'environ 331 millions d'années et elle est trois fois plus massive que le Soleil. Son rayon est environ 18 fois plus grand que le rayon solaire, elle est 185 fois plus lumineuse que le Soleil et sa température de surface est de 4 966 K.